# Saverio Mammoliti
Saverio Mammoliti (Oppido Mamertina, 13 gennaio 1942) è un mafioso italiano capobastone della 'Ndrangheta calabrese.
Conosciuto come Saro, e soprannominato il Playboy di Castellace, è un capobastone dell'omonima famiglia.

## Biografia

### Gli inizi - La faida con i Barbaro e la latitanza
Saverio è figlio di Francesco Mammoliti, potente capobastone ucciso ad ottobre del 1954 durante la faida con i Barbaro. Alla morte prese il comando della 'ndrina il fratello Vincenzo Mammoliti.
Quando Vincenzo muore nell'agosto 1988, Saverio diventa il nuovo capo.
Già nel 1972 scappò dalla custodia cautelare per fuggire dalla faida con i Barbaro e visse per i successivi 20 anni senza la paura di essere ripreso.
Nel 1976, quando era ufficialmente un latitante, si sposò con la quindicenne Maria Caterina Nava alla chiesa di Castellace, alla vicina stazione di polizia, e fece visita in ospedale alla nascita di suo figlio.

### Sequestro e affari nella Piana di Gioia Tauro
Saverio Mammoliti il 10 luglio 1973 prese parte al sequestro di John Paul Getty III insieme a esponenti dei Piromalli, ma nel processo verrà assolto.
Nel 1974 investì il ricavo del sequestro in camion con i quali la 'Ndrangheta vince l'appalto per i trasporti per i container del porto di Gioia Tauro.
Persuasero infine i proprietari terrieri locali a vendergli i terreni.

### Traffico di droga
Saverio fu coinvolto anche nel traffico di cocaina e eroina.
Sempre nel 1973 è stato incriminato di traffico di eroina quando in un'operazione sotto copertura della FBN statunitense stava fornendo eroina e cocaina.
Mammoliti spiegò anche che prima che un accordo venisse stipulato c'era il bisogno del consenso di 3 persone, Antonio Macrì, Girolamo Piromalli in Calabria e Paolo Violi in Canada.
Fu visto anche a Tangeri in Marocco e ad Amsterdam nei Paesi Bassi, nodi internazionali per il traffico di droga e presumibilmente reinvestì il capitale nella costruzione di Hotel sulla costa calabrese.

### Basilischi
L'organizzazione criminale della Basilicata dei Basilischi venne formata da Don Saru che nominò come capo-società Renato Martorano.

### Condanne e arresti
Nel 1982 fu condannato a 33 anni di carcere nel maxiprocesso contro la 'Ndrangheta.
Fu arrestato il 9 giugno 1984, accusato di omicidio, ma presto rilasciato.
Il 1º giugno 1992, insieme a sua moglie e ad altre 3 persone viene nuovamente arrestato.
Allora veniva considerato la seconda persona più importante dopo Giuseppe Piromalli figlio in seno alla mafia calabrese.
Fu rilasciato per insufficienza di prove.
Viene arrestato nuovamente il 31 agosto 1992. A casa sua furono trovati numerosi volantini del politico Riccardo Misasi. L'accusa include anche il presunto omicidio del barone Antonio Cordopatri, le cui terre furono espropriate dai Mammoliti, sei attacchi-bomba, 19 incendi dolosi, la distruzione di 1100 uliveti, limonare e alberi di kiwi in 15 differenti incursioni, e furto di materiale agricolo.
Fu condannato a 22 anni per estorsione e per associazione mafiosa.
Nel 1995 viene condannato anche all'ergastolo nel processo Mafia delle 3 province.

### Dissociazione
Nel 2003, si dissocia dalla 'ndrangheta.
Nonostante ciò, ricevette un'altra condanna a 20 anni per il suo ruolo nella faida di Oppido Mamertina scoppiata nel 1992.

### Fuga
Il 29 gennaio 2014 fugge dagli arresti domiciliari che stava scontando a Tivoli.
Il 18 febbraio si costituisce ai carabinieri della frazione Castellace di Oppido Mamertina, in Provincia di Reggio Calabria.